# Eslavos da Ásia Menor
O termo eslavos da Ásia Menor refere-se a comunidades históricas de eslavos meridionais que foram forçadas a deslocar-se dos Bálcãs para a Anatólia (Ásia Menor) pelos bizantinos, principalmente entre os séculos VI e VIII.
Depois das campanhas balcânicas de Maurício (r. 582–602) e subsequente subjugação dos eslavos nos Bálcãs, grandes comunidades foram forçadas a mudarem-se para a Ásia Menor, para servirem nas tropas que combatiam o Califado Omíada.[carece de fontes?]
Segundo relatos da Bitínia, no ano 680, a Gordoservo (em sérvio: Гордосервон, Srbograd ou Grad Srba; em grego: Gορδοσερβα), na Frígia era uma cidade bizantina habitada por sérvios. O nome deriva dos sérvios deslocados para a Ásia Menor cerca do ano 649 ou 667 pelo imperador Constante II (r. 641–668), os quais eram provenientes de áreas "em volta do rio Vardar". Isidoro, o bispo de Gordoservon, é mencionado em 680 ou 681, e o facto de que a cidade era uma sede episcopal dá crédito à tese de que tinha uma numerosa população sérvia. Um exército bizantino com 30 000 eslavos, predominantemente sérvios, foi derrotado pelos Omíadas em 692 na batalha de Sebastópolis devido aos sérvios terem desertado, persuadidos pelo príncipe omíada Maomé ibne Maruane, e devido à relocação forçada dos eslavos e mau tratamento por parte do imperador. Cerca do ano 1200, essa cidade é mencionada com o nome Servocória ("habitação sérvia").[carece de fontes?]
Em 658 e 688/689 os bizantinos deslocaram eslavos para a Bitínia. Justiniano II (r. 685–695) também instalou muitos eslavos capturados na Trácia, numa tentativa de fortalecer o poder militar. No entanto, a maior parte deles desertavam para os árabes na primeira batalha que travavam.
As campanhas militares no norte da Grécia em 758 devido a agressões dos búlgaros, durante o reinado de Constantino V (r. 741–775), levaram a mais deslocações de eslavos, o que se repetiu em 783.
Tomás, o Eslavo foi um alto comandante militar bizantino de ascendência eslava. Tornou-se conhecido pela tentativa de usurpação e revolta que protagonizou entre 820 e 823. O historiador José Genésio (século X) enumera vários povos, além dos eslavos da Ásia Menor, que apoiaram a revolta de Tomás e que constituíram o grosso das tropas rebeldes: persas, iberos, sarracenos, getas, abecásios, alanos, Cálibes, vândalos e arménios, além de membros de seitas heréticas dos paulicianos e atínganos.